# Rezerwat przyrody Polesie Rowskie
Rezerwat przyrody Polesie Rowskie – torfowiskowy rezerwat przyrody utworzony w 2012 r. na terenie gminy Łaskarzew, w powiecie garwolińskim w województwie mazowieckim. Zajmuje powierzchnię 3,87 ha. Obejmuje grunty Skarbu Państwa w zarządzie Nadleśnictwa Garwolin. Nazwa rezerwatu pochodzi od sąsiedniej miejscowości.
Celem ochrony rezerwatu jest zachowanie ze względów naukowych kompleksu wodno-torfowiskowego, z przyległym pasem borów bagiennych oraz stanowiskami chronionych i zagrożonych gatunków roślin i zwierząt. Znaczną część torfowiska zajmują mszary oraz sztuczny zbiornik powstały na skutek eksploatacji torfu.
Stwierdzono tu występowanie 78 gatunków roślin naczyniowych, 22 gatunków mszaków, 5 gatunków ssaków, 31 gatunków ptaków, 3 gatunków płazów i 2 gatunków gadów.
Na mocy obowiązującego planu ochrony ustanowionego w 2019 r., obszar rezerwatu objęty jest ochroną czynną.